# Cuchilla de panadero

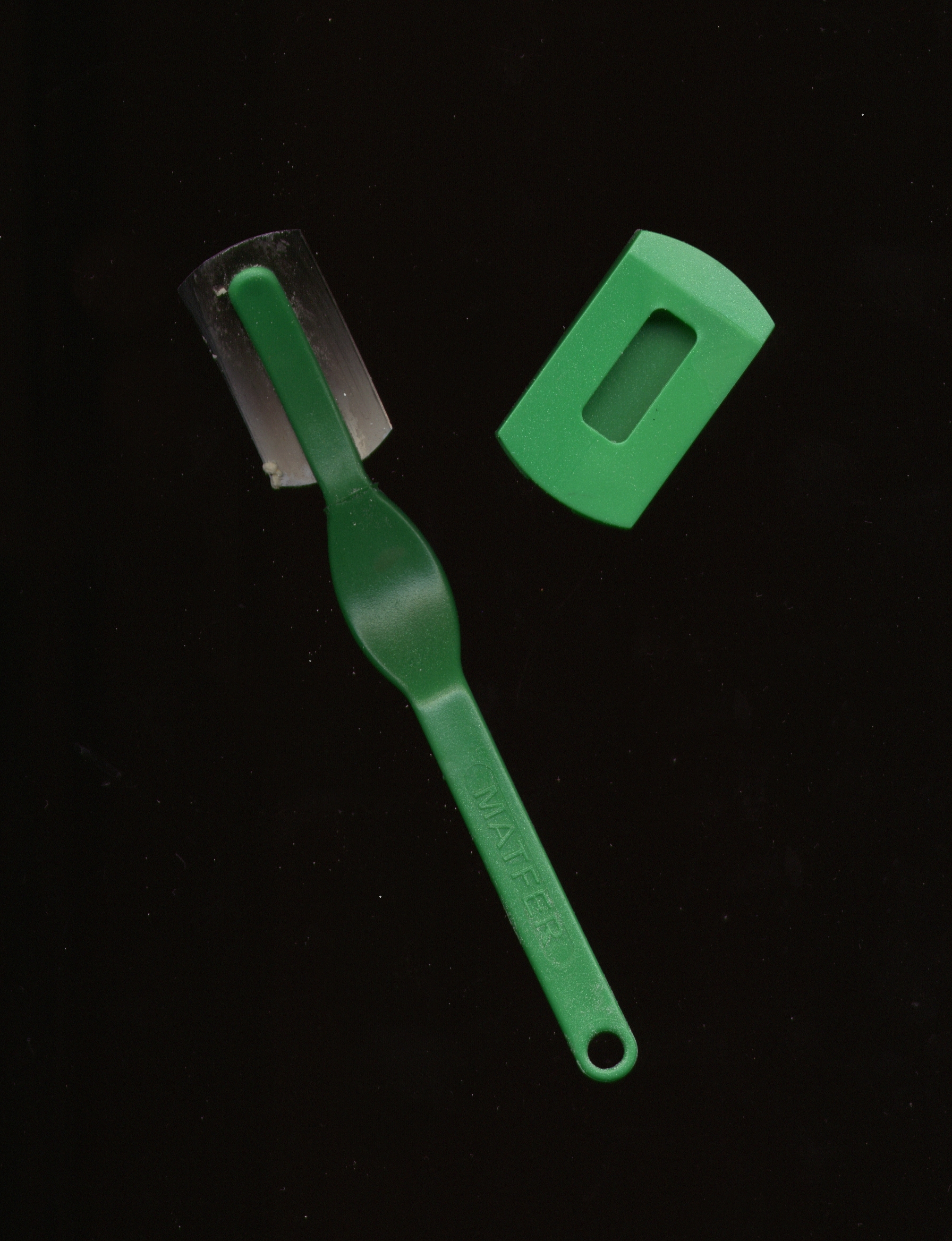

La cuchilla de panadero, a menudo conocida por su nombre en inglés, lame («leim») o francés, grignette («griñet»), es un utensilio usado para greñar las masas de pan antes de hornearlas. Por lo general, las cuchillas cuentan con doble hoja, y su filo es extremadamente delgado y afilado, más que el de una cuchilla de afeitar. Esto permite un corte limpio que no se puede lograr con un cuchillo normal, por muy afilado que sea. 
La cuchilla de panadero puede ser recta o tener una forma ligeramente cóncava, lo que permite al panadero greñar de diferentes formas.
Los cortes superficiales son necesarios para que la masa se expanda adecuadamente en el horno sin miedo a que se rasgue la corteza y se desparrame por lugares indeseados. Por la greña escapa la humedad contenida en la masa, permitiendo la cocción de la misma. Asimismo, se libera parte del gas, principalmente dióxido de carbono, que queda atrapado dentro de la masa. En definitiva, la greña mejora significativamente la apariencia y la cocción del pan. Además, el greñado se usa como técnica creativa, para dar a los panes aspectos únicos, como es el caso de la piña española, un pan con extrañas protuberancias fruto de su greñado.

Ideas para el greñado